# Shepherd’s Bush Market metróállomás
A Shepherd’s Bush Market a londoni metró egyik állomása a 2-es zónában, a Circle line és a Hammersmith & City line érinti.

## Története
1864. június 13-án Shepherd’s Bush néven adták át a Metropolitan line részeként. 1914. április 1-jétől szerepét átvette a nagyjából 500 méterrel áthelyezett új állomás, változatlan névvel. 2008. október 12-én a Shepherd’s Bush Market nevet kapta az új Shepherd’s Bush nevű vasútállomás miatt.
1990-től a Hammersmith & City line vonatai állnak meg az állomáson. 2009 decemberétől a Circle line is érinti.

## Forgalom
| Járat | Útvonal | Gyakoriság       |
| ----- | --- | ---------------- |
|       | Hammersmith – Goldhawk Road – Shepherd’s Bush Market – Wood Lane – Latimer Road – Ladbroke Grove – Westbourne Park – Royal Oak – Paddington – Edgware Road – Baker Street – Great Portland Street – Euston Square – King’s Cross St. Pancras – Farringdon – Barbican – Moorgate – Liverpool Street – Aldgate – Tower Hill – Monument – Cannon Street – Mansion House – Blackfriars – Temple – Embankment – Westminster – St. James’s Park – Victoria – Sloane Square – South Kensington – Gloucester Road – High Street Kensington – Notting Hill Gate – Bayswater – Paddington – Edgware Road | 10-15 percenként |
|       | Hammersmith – Goldhawk Road – Shepherd’s Bush Market – Wood Lane – Latimer Road – Ladbroke Grove – Westbourne Park – Royal Oak – Paddington – Edgware Road – Baker Street – Great Portland Street – Euston Square – King’s Cross St. Pancras – Farringdon – Barbican – Moorgate – Liverpool Street – Aldgate East – Whitechapel – Stepney Green – Mile End – Bow Road – Bromley-by-Bow – West Ham – Plaistow – Upton Park – East Ham – Barking | 8-10 percenként  |

## Átszállási kapcsolatok

Az állomás és környéke

| Állomás                | Átszállási kapcsolatok                        |
| ---------------------- | --------------------------------------------- |
| Shepherd’s Bush Market | Helyi buszok (Shepherd’s Bush Market Station) |

## Fordítás
Ez a szócikk részben vagy egészben  a   Shepherd’s Bush Market tube station című angol Wikipédia-szócikk fordításán alapul.  Az eredeti cikk szerkesztőit annak laptörténete sorolja fel. Ez a jelzés csupán a megfogalmazás eredetét és a szerzői jogokat jelzi, nem szolgál a cikkben szereplő információk forrásmegjelöléseként.